# Cologne Grand Prix 1976
Il Cologne Grand Prix 1976 è stato un torneo di tennis giocato sul sintetico indoor. È stata la 1ª edizione del Cologne Grand Prix, che fa parte del Commercial Union Assurance Grand Prix 1976. Si è giocato a Colonia in Germania, dall'1 al 7 novembre 1976.

## Campioni

### Singolare
Jimmy Connors ha battuto in finale  Frew McMillan con il punteggio di 6–2, 6–3

### Doppio
Bob Hewitt /  Frew McMillan hanno battuto in finale  Colin Dowdeswell /  Mike Estep con il punteggio di 6–1, 3–6, 7–6